# نزول (فیلم ۲۰۰۷)
نزول (به انگلیسی: Descent) فیلمی محصول سال ۲۰۰۷ و به کارگردانی تالیا لوگیسی است. در این فیلم بازیگرانی همچون رزاریو داوسون، چد فائوست، مارکوس پاتریک، ونسا فرلیتو، تریسی توماس و الکسی گیلمور ایفای نقش کرده‌اند.